# Semaeopus concomitata
Semaeopus concomitata là một loài bướm đêm trong họ Geometridae.